# Сычёвка (Амурская область)
Сычёвка — село в Свободненском районе Амурской области России. Административный центр Сычёвского сельсовета.

## География
Село Сычёвка стоит в верховьях реки Гуран (левый приток Амура).
Село Сычёвка расположено к юго-западу от районного центра города Свободный.
Расстояние до города Свободный (через сёла Малый Эргель, Костюковка, Серебрянка, Новоивановка) — около 63 км.
От окрестностей села Сычёвка на юго-запад идёт дорога к селу Гуран; на запад — к селу Загорная Селитьба, затем далее на левый берег Амура.

## Население
| 2002 | 2010 | 2012 | 2013 | 2014 | 2015 | 2016 |
| ---- | ---- | ---- | ---- | ---- | ---- | ---- |
| 654  | ↘585 | ↘582 | ↗585 | ↗591 | ↘579 | ↗591 |
| 2017 | 2018 |      |      |      |      |      |
| ↘579 | ↗582 |      |      |      |      |      |

## Улицы
| - ул. Заречная, - ул. Луговая, - ул. Молодёжная, | - ул. Моторкиной, - ул. Переселенческая, - ул. Прямая, | - ул. Трудовая, - ул. Центральная, - ул. Школьная. |